# Sergia sewerzowii
Sergia sewerzowii är en klockväxtart som först beskrevs av Eduard August von Regel och fick sitt nu gällande namn av Andrej Aleksandrovitj Fjodorov. Sergia sewerzowii ingår i släktet Sergia och familjen klockväxter. Inga underarter finns listade i Catalogue of Life.